# Jutta Mehler

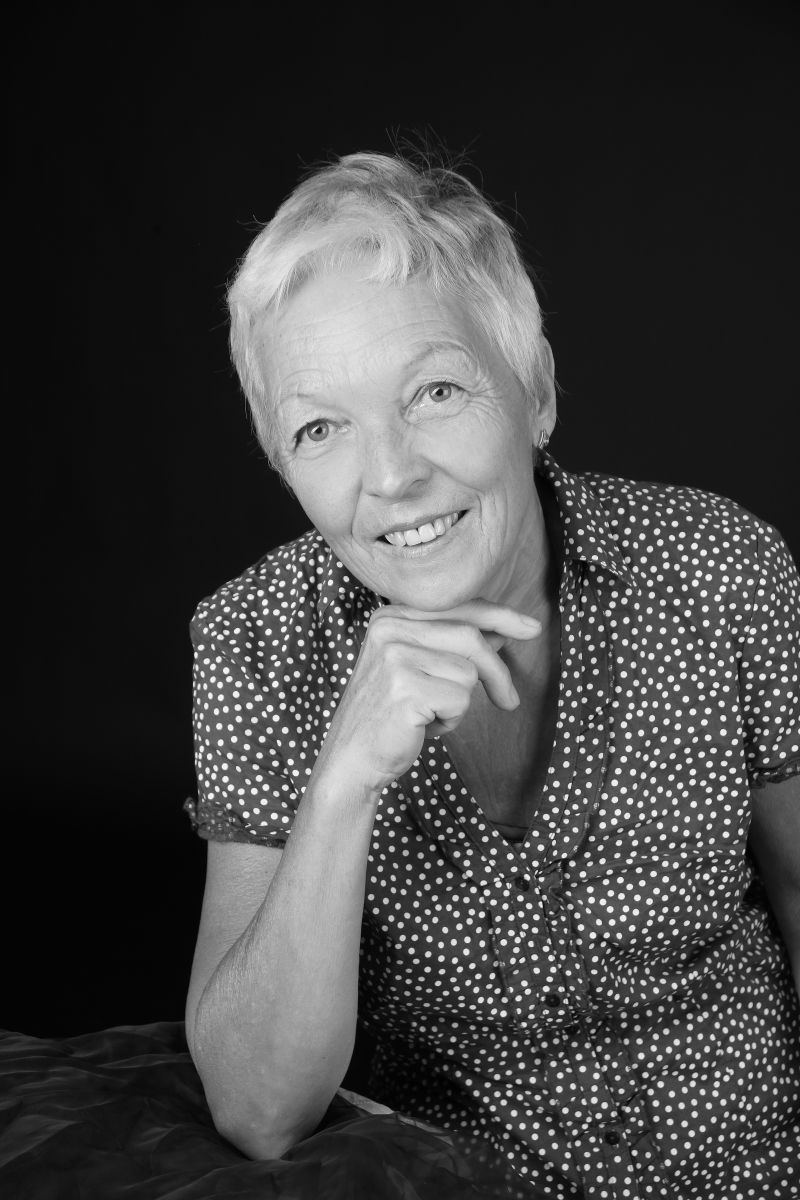
Jutta Mehler

Jutta Mehler (* 1949 in Bodenmais) ist eine deutsche Schriftstellerin.

## Leben
Nach Abitur und entsprechender Ausbildung arbeitete Mehler einige Jahre als Rechtspflegerin in München. Seit den 1990er Jahren schreibt sie Krimis und Gesellschaftsromane. 2006 erschien ihr erster Roman Moldaukind. Ihr Roman Am Seidenen Faden von 2007 diente als Drehbuchvorlage für den Film Jeder Tag zählt aus dem Jahr 2012.
Jutta Mehler ist verheiratet, hat zwei Töchter und einen Sohn. Ihre Schwester ist die Drehbuchautorin Ruth Toma.

## Werke
- Moldaukind. Emons Verlag, Köln 2006, ISBN 978-3-89705-452-3
- Am Seidenen Faden. Emons Verlag, Köln 2007, ISBN 978-3-89705-504-9
- Schadenfeuer. Emons Verlag, Köln, ISBN 978-3-89705-580-3
- Saure Milch. Emons Verlag, Köln, ISBN 978-3-89705-688-6 (Niederbayern Krimi, Fanni Rot, Band 1)
- Honigmilch. Emons Verlag, Köln, ISBN 978-3-89705-784-5 (Niederbayern Krimi, Fanni Rot, Band 2)
- Milchschaum. Emons Verlag, Köln, ISBN 978-3-89705-803-3 (Niederbayern Krimi, Fanni Rot, Band 3)
- Magermilch. Emons Verlag, Köln, ISBN 978-3-89705-898-9 (Niederbayern Krimi, Fanni Rot, Band 4)
- Milchrahmstrudel. Emons Verlag, Köln, ISBN 978-3-89705-963-4 (Niederbayern Krimi, Fanni Rot, Band 5)
- Eselsmilch. Emons Verlag, Köln, ISBN 978-3-95451-006-1 (Niederbayern Krimi, Fanni Rot, Band 6)
- Der kleine Flüchtling. Emons Verlag, Köln, ISBN 978-3-95451-090-0
- Mord und Mandelbaiser. Emons Verlag, Köln, ISBN 978-3-95451-168-6 (Thekla, Hilde und Wally, Band 1)
- Milchbart. Emons Verlag, Köln, ISBN 978-3-95451-285-0 (Niederbayern Krimi, Fanni Rot, Band 7)
- Mord mit Streusel. Emons Verlag, Köln, ISBN 978-3954513963 (Thekla, Hilde und Wally, Band 2)
- Wolfsmilch. Emons Verlag, Köln, ISBN 978-39545-1532-5 (Niederbayern Krimi, Fanni Rot, Band 8)
- Mord mit Marzipan. Emons Verlag, Köln, ISBN 978-3-95451-664-3 (Thekla, Hilde und Wally, Band 3)
- Mord mit Schokoguss. Emons Verlag, Köln, ISBN 978-3-95451-998-9 (Thekla, Hilde und Wally, Band 4)
- Milchlinge. Emons Verlag, Köln, ISBN 978-3-95451-804-3 (Niederbayern Krimi, Fanni Rot, Band 9)
- Milchreis. Emons Verlag, Köln ISBN 978-3-96041-213-7 (Niederbayern Krimi, Fanni Rot, Band 10)
- Mord mit Buttercreme. Emons Verlag, Köln, ISBN 978-3-96041-287-8 (Thekla, Hilde und Wally, Band 5)
- Heumilch. Emons Verlag, Köln ISBN 978-3-96041-213-7 (Niederbayern Krimi, Fanni Rot, Band 11)
- Mord mit Nusskrokant. Emons Verlag, Köln, ISBN 978-3-96041-479-7 (Thekla, Hilde und Wally, Band 6)
- Kalte Milch. Emons Verlag, Köln 2019, ISBN 978-3740806644 (Niederbayern Krimi, Fanni Rot, Band 12)
- Mord mit Puderzucker. Emons Verlag, Köln 2021, ISBN 978-3-7408-0933-1 (Thekla, Hilde und Wally, Band 7)
- Mord mit Liebesperlen. Emons Verlag, Köln 2022, ISBN 978-3-7408-1589-9 (Thekla, Hilde und Wally, Band 8)